# Haloragis digyna
Haloragis digyna es una especie de planta floral perteneciente al género Haloragis, de la familia Haloragaceae, orden Saxifragales. Crece en el bioma subtropical.
Fue descrita por el botánico francés Jacques Julien Houtou de La Billardière. La especie es válida y aceptada y aparece registrada en una sección de la publicación Novae Hollandiae Plantarum Specimen 1: 101 de 1805.

## Distribución
Se distribuye por la costa sur de Australia Occidental.